# Мазунинское Лесничество
Мазунинское Лесничество — деревня в Камбарском районе Удмуртии России. Входит в состав Шольинского сельского поселения.

## Население
| 2010 | 2012 |
| ---- | ---- |
| 161  | ↗179 |

## Улицы
- ул. Песчаная,
- ул. Победы,
- пер. Северный.